# KiNKi KiDS with 35万人ファン 世紀のLIVE
『KiNKi KiDS with 35万人ファン 世紀のLIVE』（キンキ キッズ ウィズ 35まんにんファン せいきのライブ）は、KinKi Kidsの初の映像作品、及びライブビデオ。1995年7月23日より一般発売。一般販売の発売元は、ポニーキャニオン。

## 概要
- KinKi Kidsの初のコンサートツアー「KinKi Kids Kick off '95」の初日となる1994年12月31日に行われた日本武道館公演を収録。ライブ開催時には、グループにオリジナル曲が無かった為、全曲カバー曲が披露されている。
- 当初はジャニーズファミリークラブに設置されていた「KinKi Kids 情報局」にて、情報局会員に限定発売された（品番:DV-0363、販売元はジャニーズファミリークラブ）が、1995年7月23日よりポニーキャニオンより一般発売された。
- 情報局盤と一般発売盤は、パッケージ裏面に記載されている権利関係等の表記が若干異なるところ以外に、差異は無い。
- パッケージのタイトル表記は『KiNKi KiDS with 35万人ファン 世紀のLIVE』というように、アーティスト表記が「i」だけ小文字表記となっているが、公式ディスコグラフィーは『KinKi Kids with 35万人ファン 世紀のLIVE』というように「K」だけ大文字の表記で紹介されている。また、ディスコグラフィーの収録曲の表記が、パッケージ記載よりも少ない曲数となっている。
- 現在、未DVD、ブルーレイ化商品。

## 収録曲
※作詞、作曲者は、日本音楽著作権協会のデータベースを参照。
1. たよりにしてまっせ　（作詞：吉田みなを・村雨まさを、作曲：服部良一）
笠置シヅ子のカバー。
2. GO WEST（作詞：Henri Belolo, Victor Willis、作曲： Jacques Morali）
ヴィレッジ・ピープルのカバー。
3. JUSAGROOVE （作詞・作曲：Bernard Edwards, Nile Rodgers）
シックのカバー。
4. 近畿よいとこ摩訶不思議 （作詞・作曲：野村義男）
THE GOOD-BYEのカバーだが、少年隊のカバーバージョン「日本よいとこ摩訶不思議」に、歌詞の一部を変更しているバージョンとなっている。
5. タイムマシンにおねがい （作詞：松山猛、作曲：加藤和彦）
サディスティック・ミカ・バンドのカバー。
6. ダンス・ハ・スンダ （作詞：松山猛、作曲：加藤和彦）
サディスティック・ミカ・バンドのカバー。
7. ピクニック・ブギ （作詞：松山猛、作曲：加藤和彦）
サディスティック・ミカ・バンドのカバー。
8. タイムマシンにおねがい
9. どうなってもいい （作詞：松井五郎、作曲：荒木真樹彦）
光一ソロ曲、少年隊のカバー。
10. ガ・ガ・ガ （作詞：松井五郎、作曲：荒木真樹彦）
少年隊のカバー。
11. NEVER GIVE UP （作詞・作曲：Valter Cremonini, Alessanndro Gilardi, Claudio Varola）
Jinnyのカバー。
12. RELIGHT MY FIRE （作詞・作曲：Dan Hartman）
ダン・ハートマンのカバー。
13. LUCKY LUCKY （作詞・作曲：Giancarlo Pasquini, Alberto Emilio Contini）
Virginelleのカバー。
14. NEW LOVE （作詞・作曲：Andrew Jackson, Timothy Elliott Larcombe, Arlissa Joann Ruppert）
Annaliseのカバー。
15. WHAT IS LOVE （作詞・作曲：Giancarlo Pasquini）
Mike Skannerのカバー。
16. NOTHING’ S GONNA TAKE MY LOVE FROM YOU （作詞・作曲：Fabrizio Rizzolo, Giancarlo Pasquini）
Karenのカバー。
17. GIVE IT UP （作詞・作曲：Harry Wayne Casey, Deborah J Carter）
KC&ザ・サンシャイン・バンドのカバー。
18. Love is Crazy （作詞・作曲：船越敬司）
SAY・Sのカバー。
19. Losing You （作詞：柚木美祐、作曲：水島康貴）
剛ソロ曲、光GENJIのカバー。
20. HOLIDAY（作詞：山本英美・秋谷銀四郎、作曲：山本英美）
光一ソロ曲、山本英美のカバー。
21. サクセス・ストリート （作詞：ちあき哲也、作曲：筒美京平）
少年隊のカバー。
22. 踊り子 （作詞：阿久悠、作曲：井上忠夫）
フォーリーブスのカバー。
23. ブルドッグ （作詞：伊藤アキラ、作曲：都倉俊一）
フォーリーブスのカバー。
24. サマならサンバ （作詞：恩田久義、作曲：佐久間正英）
少年隊のカバー。
25. あなたに今Good-bye （作詞：宮下智、作曲：新田一郎）
少年隊のカバー。
26. あいつとララバイ （作詞・作曲：宮下智）
少年隊のカバー。
27. ONE STEP BEYOND （作詞：Alan O'Day、作曲：S.A.Williams）
少年隊のカバー。
28. ビークル （作詞・作曲：Jim Peterik）
Ides Of Marchのカバー。
29. 悲しき願い （作詞・作曲：Bennie Benjamin, Gloria Caldwell, Sol Marcus）
ニーナ・シモンのカバー。
30. 恋のサバイバル （作詞・作曲：Dino Fekaris, Frederick J Perren）
グロリア・ゲイナーのカバー。
31. HOLD ON I’M COMING （作詞・作曲：Isaac Hayes, David Porter）
サム&デイヴのカバー。
32. 夏の終りのハーモニー （作詞：井上陽水、作曲：玉置浩二）
井上陽水・安全地帯のカバー。
33. BREAK THE LAW （作詞：成田昭次、作曲：MARK DAVIS）
剛ソロ曲、男闘呼組のカバー。
34. 自分勝手 （作詞：高橋一也、作曲：高橋一也・成田昭次）
剛ソロ曲、男闘呼組のカバー。
35. そろそろやっか （作詞・作曲：KAZUYA）
男闘呼組のカバー。
36. やってるね （作詞・作曲：SHOJI）
男闘呼組のカバー。
37. 君の瞳に恋してる （作詞・作曲：Bob Crewe, Bob Gaudio）
フランキー・ヴァリのカバー。
38. ダンシング・クイーン （作詞・作曲：Benny Goran Bror Andersson, Stikkan Andersson, Bjoern K Ulvaeus）
ABBAのカバー。
39. たよりにしてまっせ